# مشاشة
المُشاشة (ويطلق عليه اسم الكردوس في بعض المصادر) (بالإنجليزية: Epiphysis)‏ هي النهاية المستديرة للعظام الطويلة، مع المفصل للعظام المجاور. يعق الكردوس بين المشاشة وجسم العظم (القسم الوسطي الطويل للعظام الطويلة)، ويشمل ذلك لوحة المشاش (لوحة النمو).
في المفصل، تتغطى المشاشة بالغضروف المفصلي ؛ أسفل تلك العظام يوجد طبقة تشبه اللوح المشاشي تُعرف بالعظم تحت الغضروفي. تمتلئ المشاشة بنخاع العظم الأحمر التي تنتج كرات الدم الحمراء.

## الأنواع
هنالك أربعة أنواع من المشاش:

### المشاشة الضغطية
المنطقة من العظام الطويلة التي تكون المفصل هي المشاشة الضغطية (على سبيل المثال، رأس عظم الفخذ وجزء مفصل الركبة المعقد) .المشاشة الضغطية تساعد في نقل ثقل الجسم وهي مناطق العظام التي تتعرض للضغط أثناء الحركة. مثال آخر للمشاشة العظمية هو رأس عظم العضد وهو جزء من مجمع الكتف.

### المشاش الجري
الجزء من العظم الطويل غير المفصلية، غير مشارك في تكوين المفصل . علي العكس من المشاشة الضغطية، هذه المناطق لا تشارك في نقل الوزن . على الرغم من ذلك، قربها من المشاشة الضغطية يعني أن الأربطة والأوتار المدعمة ترتبط بهذه المناطق للعظم.
المشاشي الجري تتعظم في وقت لاحق عن المشاشي الضغطي .أمثلة على المشاشي الجري: حديبتا عظم العضد (الحديبة الكبيرة للعضد والصغيرة) و مدوري الفخذ: الكبير والصغير.

### المشاش التأسلي
يطلق علي هذه الأنواع العظم التأسلي مثل ؛ الناتئ الغرابي من لوح الكتف ،والذي يندمج في البشر، ولكنها تكون منفصلة في الحيوانات السائرة علي أربع أرجل.

### المشاش الزائغي
هذه المشاشة هي شذوذ عن الطبيعي، وغير موجوده عادة.على سبيل المثال المشاشة علي رأس أول عظم المشط.

## علم الأمراض
علم أمراض المشاشة يتضمن النخر الوعائي والتهاب العظم المسلخ (OCD) .هذا الالتهاب يتضمن العظم تحت الغضروفي. وتشمل آفات المشاشة: ورم أرومي غضروفي ، وورم الخلايا العملاقة.